# Ciò che abbiamo dentro
Ciò che abbiamo dentro è il primo album in studio del cantautore italiano Alex Wyse, pubblicato il 4 novembre 2022 con doppia etichetta 21co e Artist First.

## Descrizione
Il progetto discografico si compone di undici tracce scritte dallo stesso Alex Wyse con la collaborazione di autori e produttori, tra cui Gianmarco Grande, Riccardo Scirè, Francesco Catitti, in arte Katoo, Simone Guzzino, Antonio Iammarino e Dema.

## Tracce
1. Ciò che abbiamo dentro – 3:31 (Alessandro Rina)
2. Stelle in Antartide – 3:25 (testo: Alex Andrea Vella – musica: Alessandro Rina, Alex Andrea Vella, Riccardo Scirè, Tony Maiello)
3. Mano ferma – 3:11 (testo: Fabrizio Fusaro – musica: Alessandro Rina, Fabrizio Fusaro, Saverio Grandi)
4. Non ho paura – 3:13 (testo: Alessandro Rina – musica: Alessandro Rina, Fabrizio Fusaro, Saverio Grande)
5. Linea della vita – 3:01 (testo: Alessandro La Cava – musica: Alessandro Rina, Alessandro La Cava, Francesco Catitti)
6. Dire, fare, curare – 2:57 (testo: Fabrizio Fusaro – musica: Alessandro Rina, Fabrizio Fusaro, Simone Guzzino)
7. Quanto pesa la città – 2:49 (testo: Yuri Salihi – musica: Alessandro Rina, Yuri Salihi)
8. Il titolo di un libro – 2:52 (testo: Alex Andrea Vella – musica: Alessandro Rina, Alex Andrea Vella, Alessio Bernabei, Mario Fanizzi)
9. Siamo speciale – 3:18 (testo: Federica Camba – musica: Daniele Coro, Federica Camba)
10. Torna a casa – 3:10 (Alessandro Rina)
11. Noi – 3:51 (Alessandro Rina)

## Classifiche
| Classifica (2022) | Posizione massima |
| ----------------- | ----------------- |
| Italia            | 5                 |